# Feldsandwespe
Die Feldsandwespe (Ammophila campestris) ist ein Hautflügler aus der Familie der Sphecidae. Die Art ist in Mitteleuropa nicht gefährdet. 

## Merkmale
Die Wespe ist mit einer Körperlänge von 11 bis 17 Millimetern die kleinste mitteleuropäische Art der Sandwespen. Sie ist der Dreiphasen-Sandwespe (Ammophila pubescens) sehr ähnlich. Ihre Behaarung am Kopf ist hell und das Metasoma ist anders als bei der ähnlichen Art nur mit einzelnen Härchen besetzt.

## Vorkommen
Die Art ist in Mitteleuropa fast überall und weit verbreitet zu finden, tritt jedoch meistens seltener als die Dreiphasen-Sandwespe auf. Sie besiedelt offene und sandige Lebensräume. Die Tiere fliegen von Mai bis August und treten damit etwas früher als die ähnliche Art auf.

## Lebensweise
Anders als die anderen Arten der Sandwespen versorgen die Weibchen der Feldsandwespe ihre Brut nicht mit Raupen, sondern mit Larven von Blattwespen (Afterraupen), die im Flug ins Nest transportiert werden. Auch verschließt die Art ihr Nest mit einem Stein oder Sandklumpen, der anschließend mit Sand überhäuft wird. Letzterer wird aus einer Grube nahe dem Nesteingang entnommen. Dieses Loch bleibt – anders als der komplett verschlossene Nesteingang – nach Beendigung der Arbeiten sichtbar.

## Belege